# Linec
Linec (německy  Linz) je hlavní město rakouské spolkové země Horní Rakousy. Žije zde přibližně 212 tisíc obyvatel. Je největším městem Horních Rakous a po Vídni a Štýrském Hradci třetím největším v celém Rakousku. Leží na Dunaji a rozkládá se na ploše 96 km². Linec je statutárním městem a taktéž okresem.

## Historie

### Pravěk
Kolem roku 400 před Kristem vzniklo kolem Dunaje (v blízkosti města) několik keltských sídlišť a pevností. Uvnitř hranic dnešního města leželo oppidum Grunberg, působivé keltské opevnění bylo umístěno na místě dnešního újezdu západně od Haselgraben a Freinbergu, západně od centra města.
Keltské jméno Lentos neslo pravděpodobně právě sídliště na vrchu Freinberg, znamenalo ohebný či ohnutý. Jméno následně přešlo na pozdější římský tábor. Pevnost padla s převážně mírovou cestou pokračující integrací království Noricum do Římské říše.

### Antika
Linz je poprvé připomínán jako Lentia v římské úřednické příručce Notitia dignitatum. V polovině 1. století vybudovali Římané k zajištění spojení přes Dunaj další pevnost, kterou ve 2. století rozšířili ve větší kamenný hrad. Lentia byla po 2. století několikrát přepadena a zničena germánskými nájezdy (např. v letech 166 a 180 v průběhu Markomanských válek). Přetrvávající migrační přepady germánského obyvatelstva v pozdní antice částečně narušily sídelní kontinuitu keltsko-římského osídlení.

### Středověk
V období raného středověku se stal Linec důležitější po rozšíření Bavorského vévodství směrem na východ. Roku 799 se poprvé oficiálně objevuje německý název města „Linze“. Během vlády Karlovců plnilo město funkci trhu a celnice. Do roku 1210 spadal Linec pod bavorské vévody.
Pod vládou Babenberků byl Linec roku 1207 povýšen na město, které v sobě zahrnulo staré sídelní centrum. Roku 1240 získalo město právo městského soudu a vlastní městské insignie. Linecké mýto patřilo k významným finančním zdrojům rakouských vévodů, město prodělalo významný rozvoj. Jako hraniční město s Bavorskem byl Linec též zajímavý jako místo významných knížecích setkání. Roku 1335 zde byl například uzavřen zisk Korutan Habsburky. Roku 1230 bylo založeno nové hlavní náměstí.
Od konce 13. století byl Linec sídlem zemského hejtmana, a tak se stal hlavním městem celých Rakous nad Enží. Fridrich III. si dokonce Linec zvolil mezi roky 1489 a 1493 za své sídelní město a hlavní město Svaté říše římské, Vídeň byla právě obsazena uherským králem Matyášem Korvínem. Linec byl již před tím v letech 1458–1462 sídlem dvora rakouského vévody Albrechta VI., což přineslo městu kulturní i politický vzestup, na druhou stranu město trpělo náročnými požadavky vydržování dvora.
První hornorakouský zemský den byl slaven roku 1452 ve Welsu. Druhý se konal roku 1457 již v Linci. Roku 1490 se stal Linec hlavním městem Horních Rakous a městská rada získala pravomoc volit si starostu a městského soudce. 3. března 1497 získal Linec od římsko-německého krále a později císaře Maxmiliána I. povolení ke stavbě mostu přes Dunaj. Byl to teprve třetí most přes Dunaj v Rakousku (po Vídni a Křemži).

### Novověk
Za války o rakouské dědictví bylo město v roce 1741 obsazeno francouzskými a bavorskými vojsky. Dne 3. května 1809 se během napoleonských válek nedaleko města odehrála bitva u Ebelsbergu. Během nacistické nadvlády zahynulo v blízkém Mauthausenu více než 100 000 lidí z celé Evropy. Ve městě měl tento koncentrační tábor 3 filiálky, dále zde bylo 77 táborů pro nuceně nasazené pracovníky. Za 2. světové války bylo město těžce poškozeno bombardováním. Bylo zničeno 691 domů, 1 174 domů bylo těžce poškozeno. 1 679 obyvatel bylo zabito a 19 434 obyvatel zůstalo bez domova.
Linec byl v roce 2009 (společně s litevským Vilniusem) Evropským hlavním městem kultury.

## Doprava
Linec je díky své poloze důležitou křižovatkou silniční, železniční a vodní dopravy. V ulici Landstraße a v jejím okolí je pěší zóna.

### Silnice

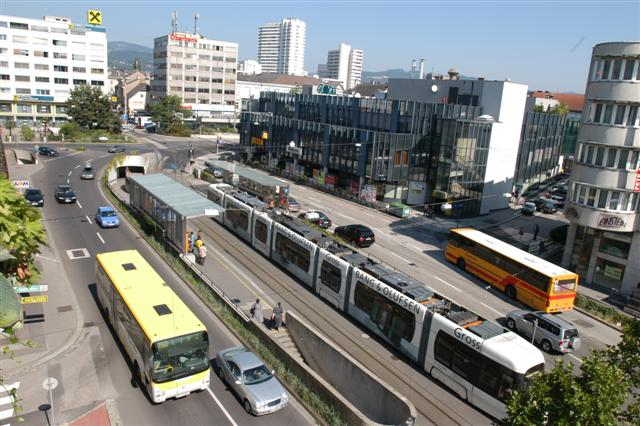
Dopravní uzel Hinsenkampplatz ve čtvrti Urfahr, nedaleko mostu Niebelungů.

Linec je důležitým dopravním uzlem. Kromě na jih od města ležící dálnice A1 Vídeň–Salcburk, je zde dálnice A7 (Mühlkreisautobahn)), spolu s jejím plánovaným prodloužením jako S10 (Mühlviertler Schnellstraße), důležitá spojnice do Česka, vedoucí územím města. Na území obce Ansfelden, jihozápadně od Lince, začíná dálnice A25 (Welser Autobahn) napojující se na dálnici A8 (Innkreisautobahn) vedoucí až do německého Pasova.
Vnitroměstské tahy:
- Wiener Straße (S-J)
- Dinghoferstraße (S-J)
- Humboldtstraße (S-J)
- Salzburger Straße (V-Z)
- Freistädterstraße (V-Z)
- Leonfeldner Straße (S-J)
- Waldeggstraße/Kellergasse/Sandgasse/Hopfengasse/Kapuzinerstraße (Západní obchvat – „Westumfahrung“, S-J)
- Kremstal Straße (V-Z)
- Rudolfstraße

Dopravní stavby:
- Most Niebelungů: vystavěn 1938

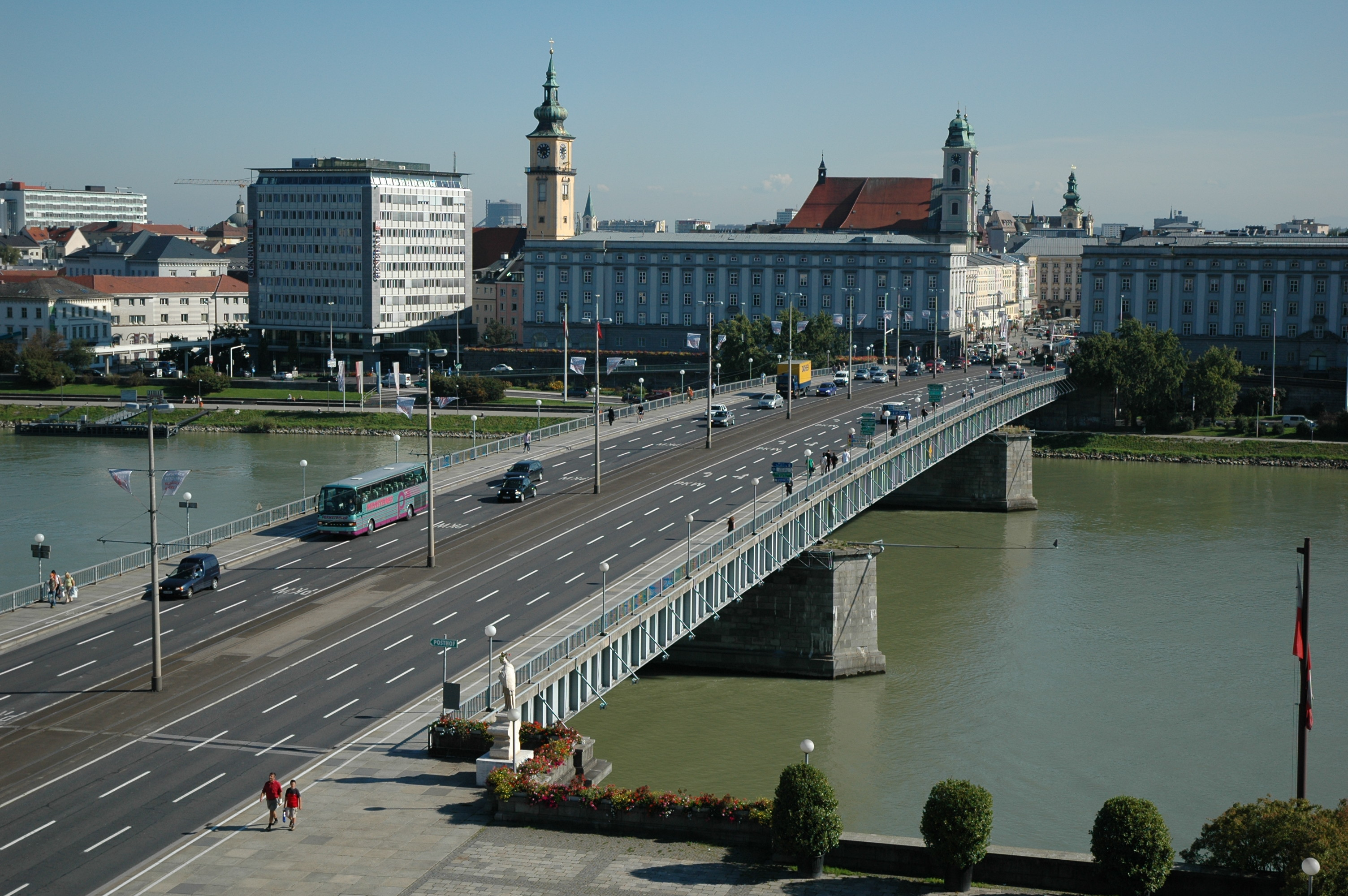
Most Niebelungů spojující centrum města se čtvrtí Alt-Urfahr.

- tunel Römerbergtunnel: otevřen 1967
- most VÖEST-Brücke: otevřen 1972
- tunel Mona-Lisa-Tunnel a obchvat obce Ebelsberg: otevřen 2000
- překrytí dálnice A7 ve čtvrti Bindermichl: otevřeno 2005
- Dálnice A26 Linzer Autobahn – západní obchvat: plánováno
- silniční most přes Dunaj u Tabákové továrny: projekt

### Železnice

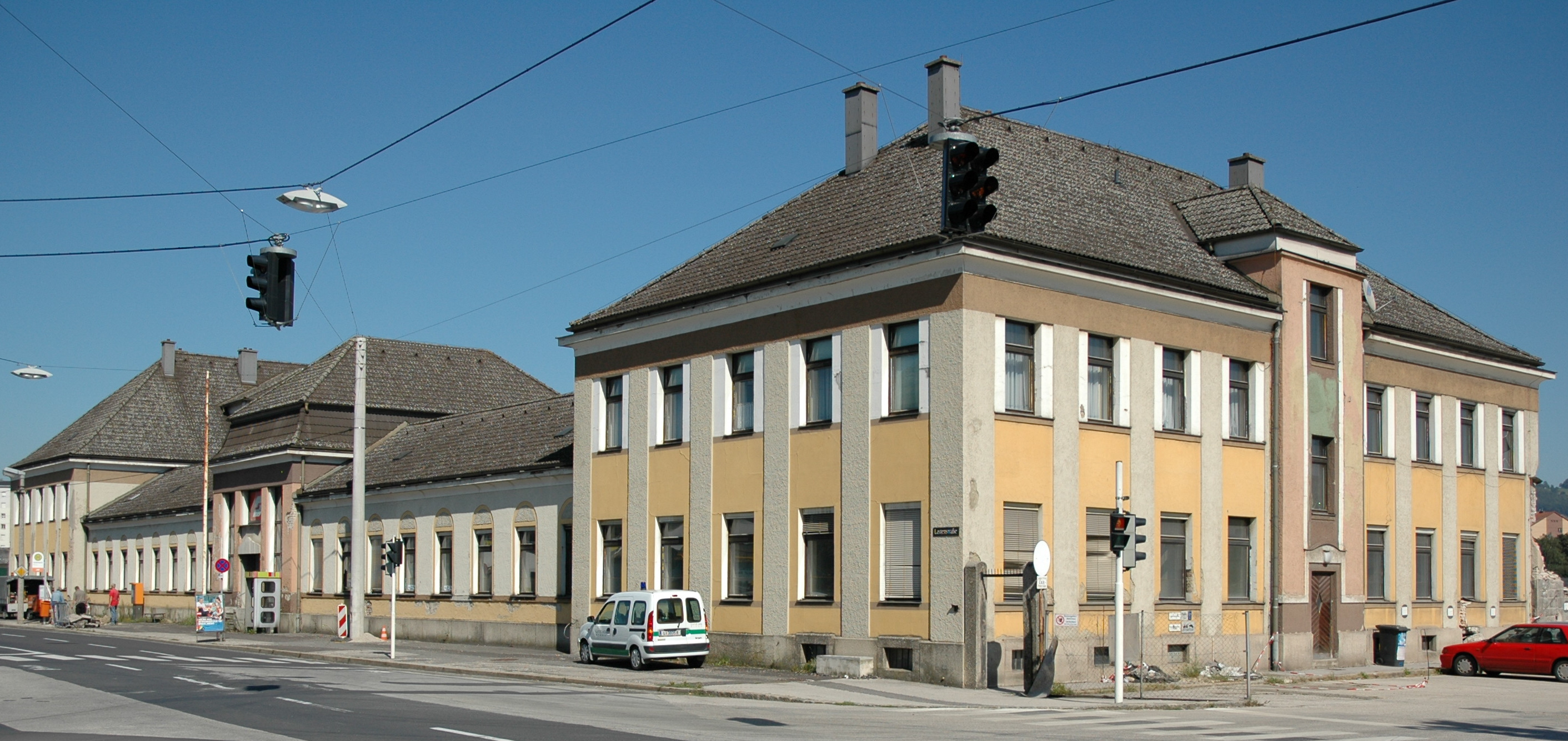
Nákladní nádraží krátce před zbořením na podzim 2006

Od roku 1825 stavěná a roku 1832 otevřená koněspřežná dráha z Gmundenu, přes Wels a Linec do Českých Budějovic byla první železnicí na evropském kontinentu. Železnice spojovala Dunaj s Vltavou a byla impulsem k rozvoji Lince jako dopravní křižovatky.
V roce 1852 byl Linec napojen na trať společnosti Dráha císařovny Alžběty a stal se klíčovým pro dopravu do Bavorska a Salcburku. Vedle hlavního nádraží na tehdejším jižním konci města bylo roku 1880 otevřeno Centrální nákladové a seřaďovací nádraží pro nákladní dopravu.
Původní linecké hlavní nádraží bylo v době druhé světové války zničeno bombardováním a bylo obnoveno v letech 1945 až 1950. V letech 2000 až 2004 bylo v rámci tzv. Bahnhofsoffensive ÖBB postavena nová nádražní budova s vylepšeným napojením na místní dopravu. Stavba byla dokončena roku 2004 a roku 2005 ho začala využívat i společnost LILO, Linzer Lokalbahn, a její nádraží bylo zrušeno.
Linecká nádraží pro osobní dopravu:
- Linec hlavní nádraží

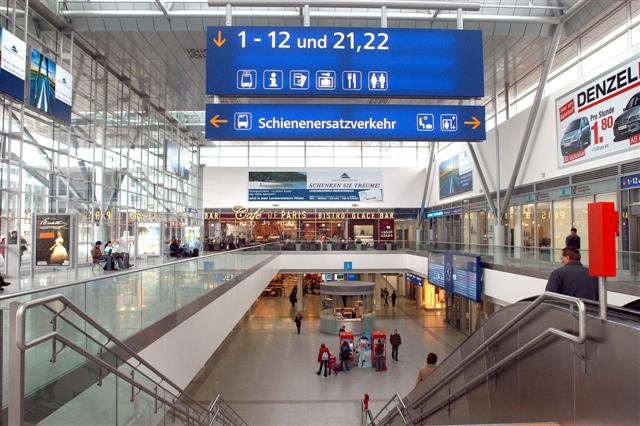
Linec hlavní nádraží

- Linec Mühlkreisbahnhof – ve čtvrti Urfahr, otevřeno 1888

Linecké železniční mosty:
- Železniční most Summerauer Bahn
- Železniční most ve čtvrti Urfahr: otevřen 1900.

### Veřejná doprava

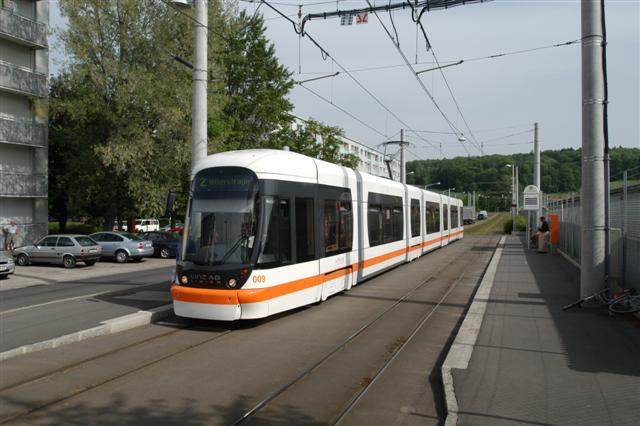
Tramvaj Cityrunner

Podnik Linz Linien (dříve ESG, dnes část akciové společnosti Linz AG) provozuje v Linci tramvajovou dopravu tvořící páteř městské hromadné dopravy doplněnou rozsáhlou sítí trolejbusových a autobusových linek. V Linci je také v provozu systém taxi na zavolání AST (Anruf-Sammel-Taxi).
5. prosince 2004 byla uvedena do provozu zásadní stavba Linecké městské dopravy, přeložka tramvajové trati do tunelu vedoucího pod nově budované hlavní nádraží. Přeložený úsek délky 1,9 km mezi stanicemi Bulgariplatz a Goethekreuzung tak výrazně zlepšil napojení nádraží na síť MHD. V prostoru nádraží vznikl také nový autobusový terminál.
Mezi Lincem a obcí Eferding je od roku 1912 v provozu trať společnosti Linzer Lokalbahn (LILO). 

### Lodní doprava a přístavy

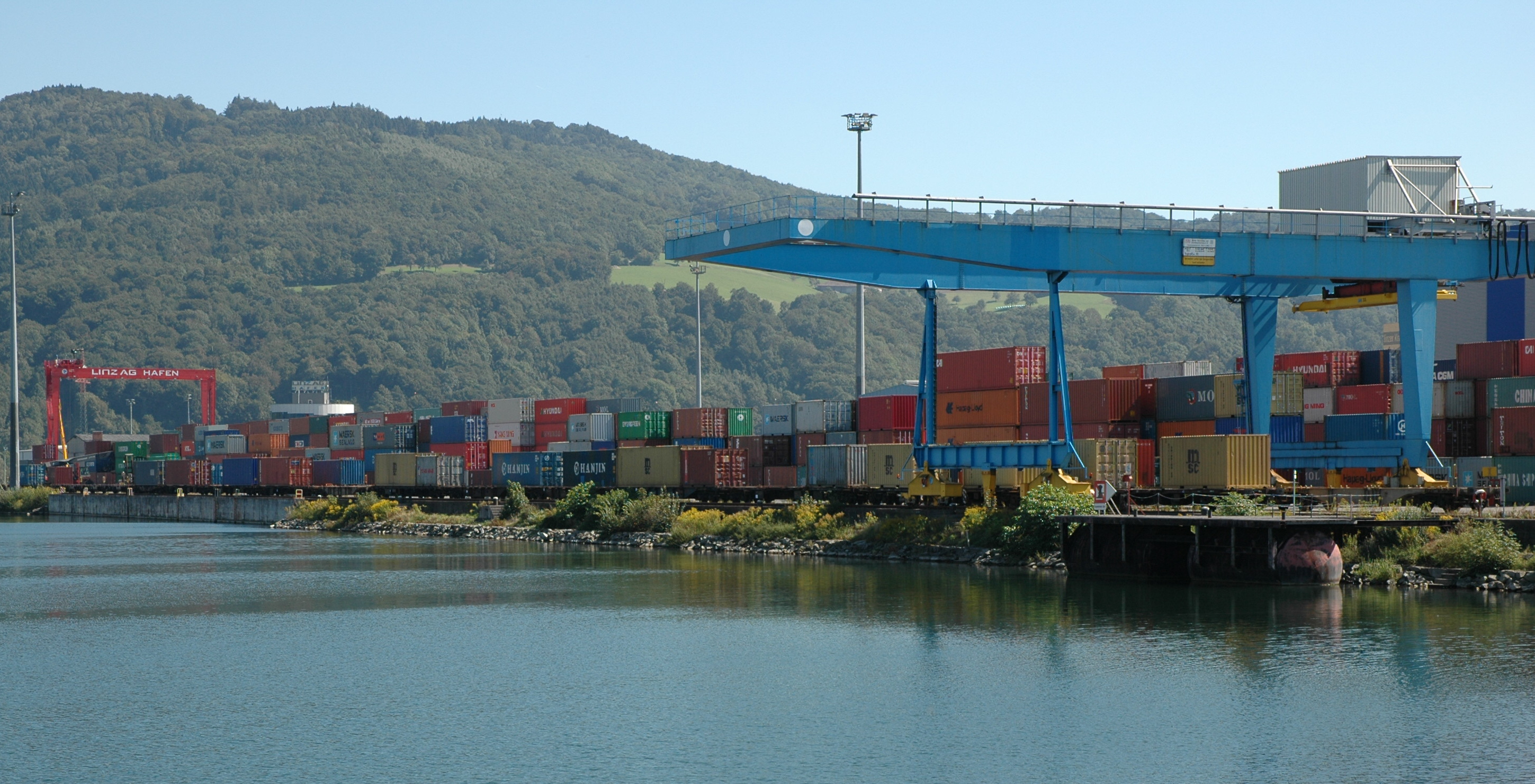
Kontejnerový přístav v Linci

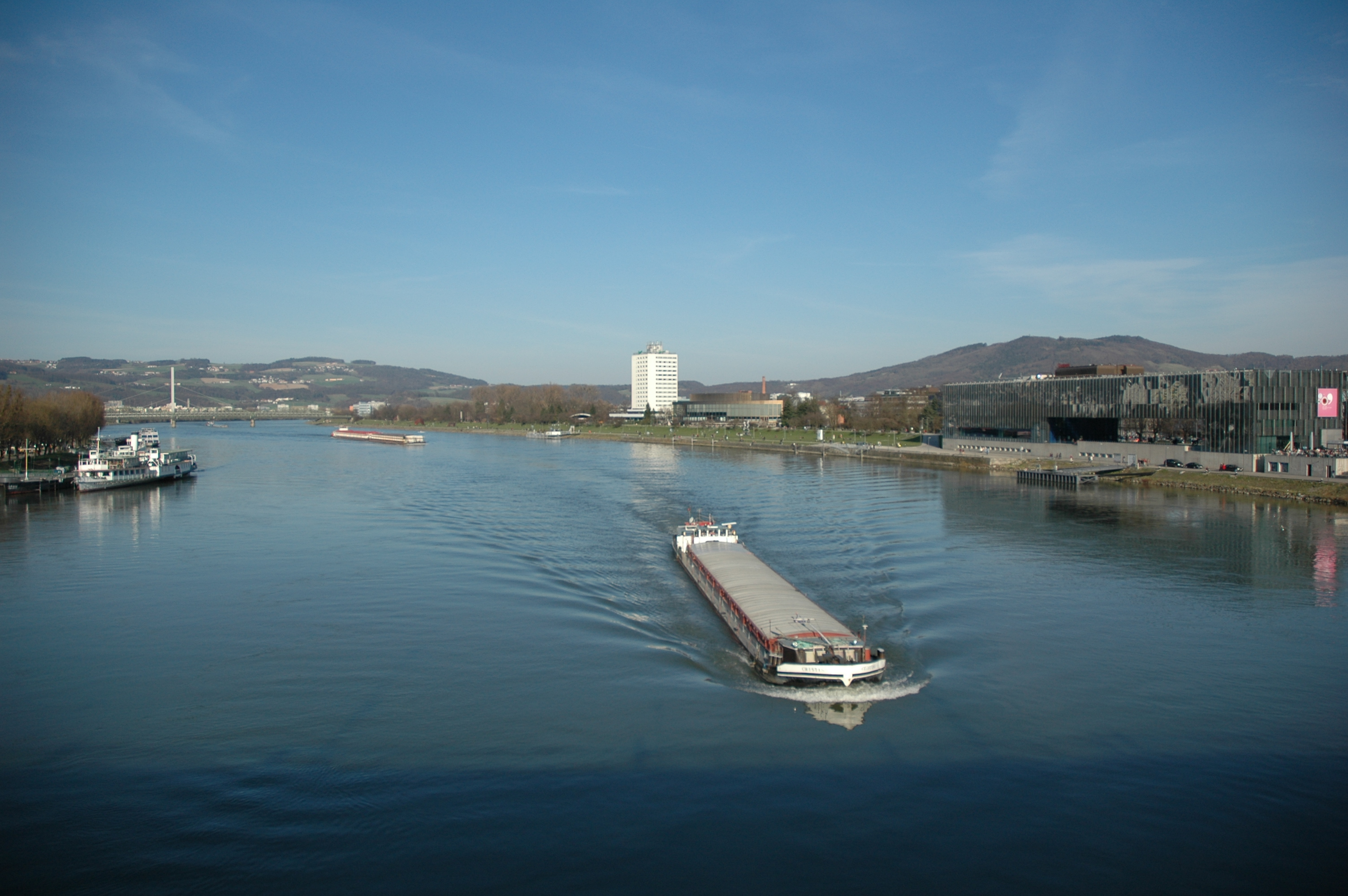
Nákladní loď na Dunaji v Linci

Linec je největším přístavem Rakouska a horního Dunaje vůbec. Leží na největší vodní cestě Evropy, která je díky průplavu Rýn–Mohan–Dunaj spojnicí mezi Severním a Černým mořem. V roce 2005 bylo v městském přístavu provozovaném Linz AG a v přístavu společnosti VÖEST-Alpine naloženo a vyloženo 6,9 mil. tun zboží, a to i přesto, že v nedalekém Ennsu byl vystavěn čtvrtý rakouský přístav. Z celkového objemu zboží připadá cca 0,6 mil. tun na obchodní přístav, 0,6 mil. na ropný přístav, 1,9 mil. tun na kontejnerový přístav a 3,8 mil na přístav VÖEST-Alpine
Linecký přístav má rozlohu cca 150 ha, z toho 45 ha vodních ploch. V plánu je jeho rozšíření.

### Letiště
Linecké letiště Blue Danube Airport Linz se nachází v Hörschingu 12 km jihozápadně od Lince. Z letiště jsou v provozu linky do měst Düsseldorf, Frankfurt nad Mohanem, Mnichov, Curych, Vídeň, Salcburk a Štýrský Hradec. Z nízkonákladových společností odtud létá Ryanair do Londýna a Girony u Barcelony. Společnost Niki na Palma de Mallorca a společnost TUIfly na letiště Köln-Bonn. Dále také charterové lety do Egypta, Řecka, Itálie, Chorvatska, Španělska, Tuniska a Turecka. Na letišti je také provozována nákladní doprava. Jako mateřské toto letiště používá společnosti Amerer Air. Z letiště také létá DHL do svého evropského hubu v Lipsku. V roce 2007 odbavilo letiště 773 000 cestujících.[zdroj?]

## Sport
Ve městě hraje velké množství fotbalových klubů mezi ty nejznámější patří LASK Linz, ve městě hraje velké množství hokejových klubů mezi ty nejznámější patří EHC Black Wings Linz.

## Pamětihodnosti

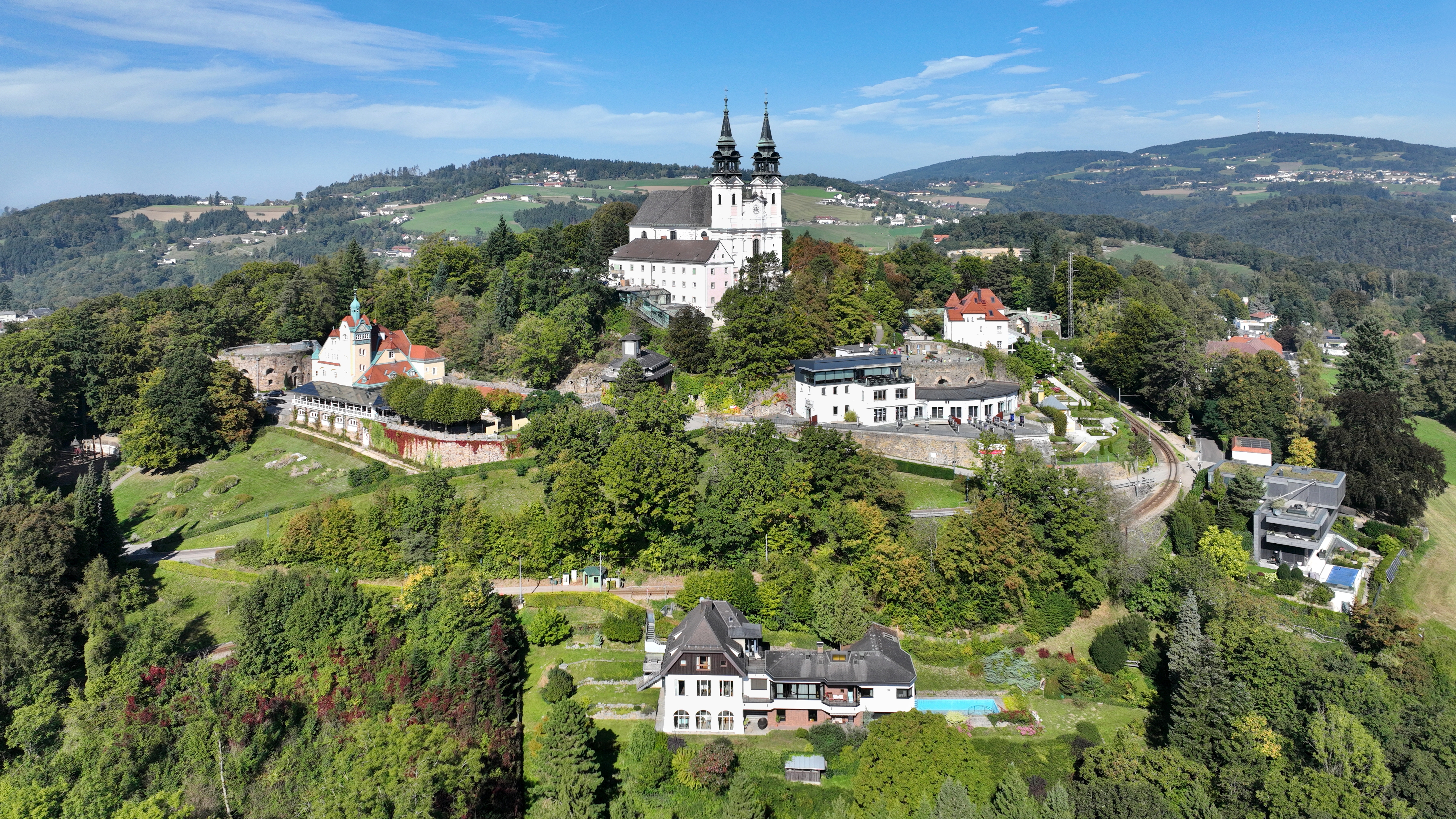
Pöstlingberg s poutním kostelem

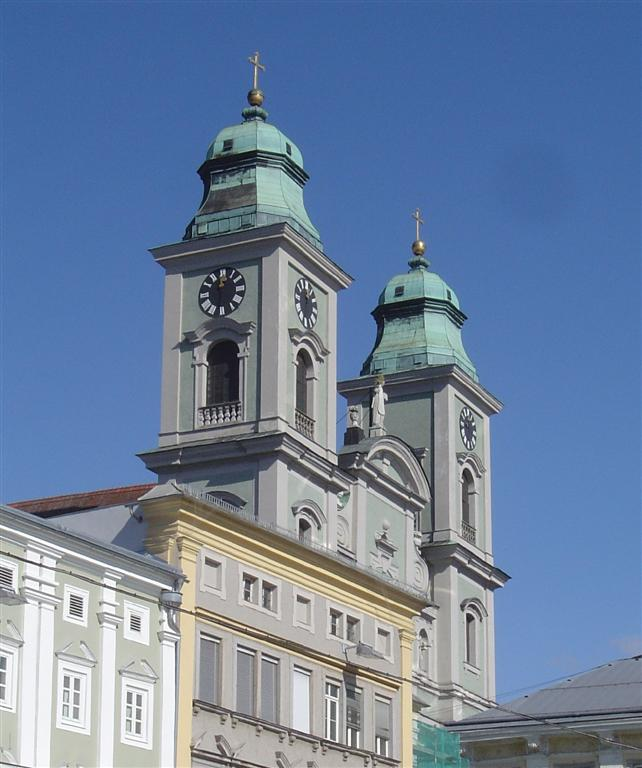
Alter Dom, pohled z hlavního náměstí

- Pöstlingberg: je římskokatolický poutní kostel na stejnojmenném vrcholu vysokém 537 m n. m. Jedná se o symbol města, který byl postaven v letech 1738–1774.
- Pöstlingbergbahn: je 2880 metrů dlouhá úzkorozchodná horská trať, která spojuje okres Urfahr s vrcholem Pöstlingberg. Původní část byla postavena v roce 1897 a v letech 2008-2009 přestavěna na jiný rozchod kolejí, aby mohla být napojena na zbytek linecké tramvajové sítě. Je považována za jednu z nejstrmějších adhezních drah na světě (sklon 10,5 %). Konečná stanice se nachází ve věži opevnění města.[8]
- Linzer Grottenbahn: je turistický pohádkový svět. Postaven je v bývalé pevnosti Pöstlingberg, otevřen 1906. Jedná se o okružní úzkorozchodnou dráhu ve tvaru draka. Ve sklepních klenbách jsou namalovány motivy ze známých pohádek v životní velikosti.[9]
- Katedrála Neposkvrněného Početí Panny Marie (Mariä-Empfängnis-Dom): také zvaná Neuer Dom, vybudovaný v letech 1862–1924, novogotická, z pískovcového kamene, s nedokončenými detaily; největší kostel Rakouska, kapacita cca 20 000 osob, po dómu sv. Štěpána ve Vídni, druhá nejvyšší kostelní věž (134,8 m)
- Alter Dom: římskokatolický jezuitský kostel z roku 1669 s dvěma věžemi.
- Landhaus: je budova z roku 1568. Kašna je z roku 1648. Podobu italské renesance budova získala přestavbou ukončenou v roce 1802. Od roku 1861 až po současnost (2025) slouží jako sídlo Hornorakouského zemského sněmu.
- Hauptplatz: největší náměstí na Dunaji, je zde sloup Nejsvětější trojice z roku 1717 a městská radnice Alten Rathaus.
- Landstraße: Landstraße (Zemská třída) je nejvýznamnější ulicí v centru města. Vede z centrálního náměstí Taubenmarkt jižním směrem k podjezdu železniční trati Westbahn. Nachází se na ní mnoho historických budov a pamětihodností, např. Ursulinenkirche a Karmeliterkirche). Částečně je navržená jako pěší zóna, proto je také významnou z hlediska obchodu, a je třetí nejfrekventovanější ulicí Rakouska z pohledu návštěvnosti.
- Stadtpfarrkirche: římskokatolický městský farní kostel na pozdně románských základech, byl přestavěn do stylu baroka roku 1648. Je zde uloženo srdce a vnitřnosti císaře Friedricha III.
- Linzer Schloss: Linecký zámek je postaven na vrchu nad starou částí města a je situován přímo u řeky Dunaj. První zmínka pochází z roku 799. Sídlo císaře Friedricha III, jeho potomků. Císař Rudolf II nechal původní palác zbourat a přestavět na mohutnou čtyřpatrovou blokovou budovu. V letech 1851 až 1945 sloužil objekt jako kasárna. Od roku 1966 je v zámku umístěno muzeum.[10]
- Martinskirche: římskokatolický farní kostel se nachází v centru města. První zmínka je z roku 799, a původně byl považován za nejstarší kostel Rakouska, podle nejnovějších výzkumů pochází centrální stavba z 10. nebo 11. století[11]
- Botanická zahrada: byla otevřena na své současné lokalitě v roce 1952. Rozkládá se na vrchu Bauernberg. Na ploše 4,2 ha se nachází více než 10 000 druhů rostlin, přičemž největší zajímavostí jsou sbírky kaktusů a orchidejí. Zahradu ročně navštíví okolo 100 000 návštěvníku.[12]
- Hotel Zum Schwarzen Bären: 4 hvězdičkový Hotel U černého medvěda nacházející se na ulici Herrenstrasse – rodný dům legendárního operetního tenoristy Richarda Taubera.

## Osobnosti

### Rodáci
- Alžběta Habsburská (1526–1545), česká princezna
- Ferdinand II. Tyrolský (1529–1595), rakouský arcivévoda, místodržitel v českých zemích (1547–1567)
- Johann Grueber (1623–1680), jezuitský misionář, cestovatel a astronom
- Marie Anna Josefa Habsburská (1683–1754), portugalská královna
- Joseph Anton Feuchtmayer (1696–1770), štukatér a sochař
- Hermann Bahr (1863–1934), spisovatel
- Anna Mitgutschová (* 1948), spisovatelka, překladatelka a vysokoškolská pedagožka
- Alois Riegl (1858–1905), kunsthistorik
- Igo Hofstetter (1926–2002), operetní hudební skladatel
- Franz Welser-Möst (* 1960), dirigent
- Parov Stelar (* 1974), DJ, zakladatel Electro Swingu

### Ostatní
- Johannes Kepler (1571–1630), německý matematik, astrolog a astronom
- Joseph Fouché (1759–1820), francouzský politik
- Josef Ressel (1793–1857), český lesník, spisovatel a vynálezce
- Adalbert Stifter (1805–1868), spisovatel, malíř a pedagog
- Anton Bruckner (1824–1896), hudební skladatel, varhaník a pedagog
- Ludwig Wittgenstein (1889–1951), filozof

## Partnerská města
- Albufeira, Portugalsko, 2008
- Brašov, Rumunsko, 2012
- Berlín-Charlottenburg, Německo, 1995
- České Budějovice, Česko, 1987
- Čcheng-tu, Čína, 1983
- Dodoma, Tanzanie, 2019
- Eskišehir, Turecko, 2012
- Kwangjang, Jižní Korea, 1991
- Halle, Německo, 1975
- Kansas City, Kansas, USA, 1988
- Linköping, Švédsko, 1995
- Linz am Rhein, Německo, 1987
- Modena, Itálie, 1992
- Nasushiobara, Japonsko, 2005
- Nižnij Novgorod, Rusko, 1993
- Norrköping, Švédsko, 1995
- San Carlos, Nikaragua, 1988
- Tampere, Finsko, 1995
- Záporoží, Ukrajina, 1983
- Tuzla, Bosna a Hercegovina, 2014 [13]

## Galerie

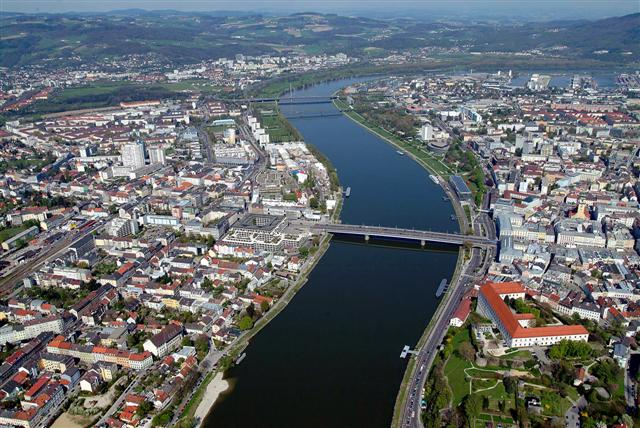
Pohled na Linec a Dunaj
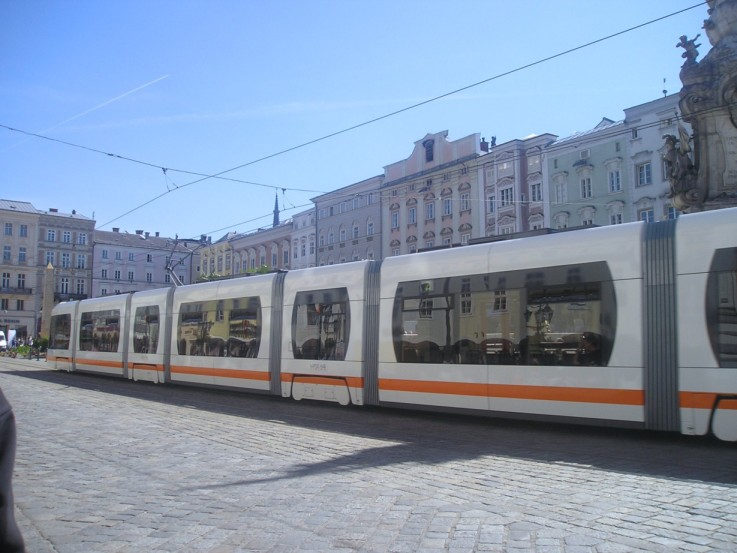
Centrum Lince